# Заозерська
Заозерська (рос. Заозерская) — присілок в Красноборському районі Архангельської області Російської Федерації.
Населення становить 0 осіб. Входить до складу муніципального утворення Верхньоуфтюгське сільське поселення.

## Історія
Від 2004 року входить до складу муніципального утворення Верхньоуфтюгське сільське поселення.

## Населення
| 2002 | 2010 |
| ---- | ---- |
| 0    | →0   |